# 瓦爾扎扎特太陽能發電站
瓦爾扎扎特太陽能發電站（OSPS），是一座太陽能發電站，位於距離摩洛哥瓦爾扎扎特約10公里的德拉-塔菲拉勒特大區。該發電站為世上最大的聚光太阳能热发电系統，能產生510兆瓦的電力；完成其餘的光伏陣列後，整個項目最高能提供582兆瓦的電力。瓦爾扎扎特太陽能發電站分為三期的工程建造，建造費用為約25億元。
瓦爾扎扎特太陽能發電站能以熔鹽儲熱，在夜間繼續發電。第一期工程完成後，全部熔鹽儲存的能量足夠發電3小時。2018年完成的第二期和2019年1月完成的第三期發電站的熔鹽儲存能量足夠發電8小時。

## 發展
瓦爾扎扎特太陽能發電站的項目由TSK、阿驰奥纳和SENER三間西班牙公司幫助下，交由ACWA能源發展。此項目亦是摩洛哥可再生能源管理局首批的發展項目。於財政方面，項目由Clean Technology Fund、非洲開發銀行、世界银行和欧洲投资银行進行融資，其中欧洲投资银行借出3億歐元。

## 位置
瓦爾扎扎特太陽能發電站位於摩洛哥南部阿伊特本哈杜附近的村莊，最近的城市為瓦爾扎扎特。

## 努爾一號

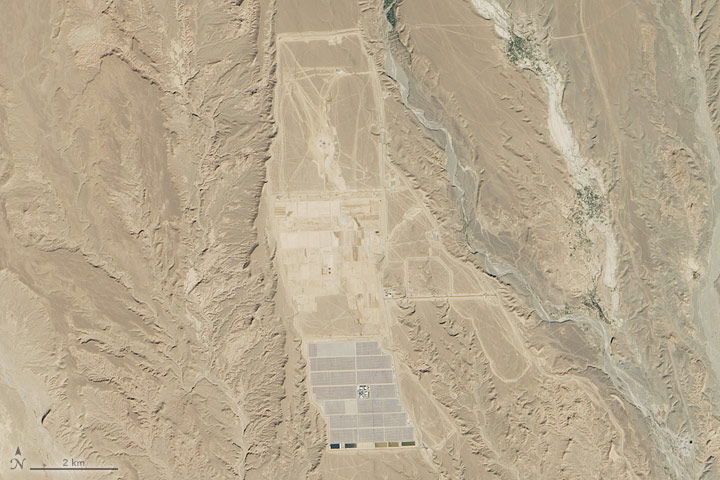
2015年12月，即將開始使用的努爾一號

瓦爾扎扎特太陽能發電站第一期，亦稱為努爾一號（Noor I CSP），發電量達到160兆瓦，於2016年2月5日連結至摩洛哥的電力網絡。它佔地450公頃（1,112英畝），每年能提供370吉瓦⋅時的電力。努爾一號是一間拋物槽式發電廠，熔鹽罐儲存的能量足夠在沒有太陽時繼續發電3小時。
努爾一號需要定期以清水清洗其反射器，因此用水量大，每年耗水量為170萬立方米，每一千瓦·時電需要約4.6升水。發電站每一千瓦·時發電的用水量較使用以煤發電的火力發電廠高1倍，較乾式火力發電廠高23倍；在温室气体排放方面，努爾一號的排放量比傳統發電廠少20倍。
努爾一號的成本為39億元，用了50萬塊反射鏡。現時，每一千瓦·時的電力以0.19元的價格售賣。於2017年，努爾一號的發電量為：
- 一月：30261.44 MWh
- 二月：19418.25 MWh
- 三月：48605.63 MWh
- 四月：40376.02 MWh
- 五月：45445.62 MWh
- 六月：33369.19 MWh
- 七月：42276.52 MWh
- 八月：30850 MWh
- 九月：41205.18 MWh
- 十月：31973.98 MWh
- 十一月：22689.4 MWh
- 十二月：27628.56 MWh

## 努爾二號
努爾二號為瓦爾扎扎特太陽能發電站的第二期，與第一期一樣為拋物槽式發電廠，發電量達到200兆瓦，熔鹽罐儲存的能量足夠發電7小時。它佔地680公頃（1,680英畝），每年能提供600吉瓦⋅時的電力。項目於2016年2月開始建造，於2018年1月啟用。
努爾二號採用乾式冷卻系統，以減低用水量。項目預計能為一百萬人提供電力，並節省75萬噸的二氧化碳排放量。

## 努爾三號

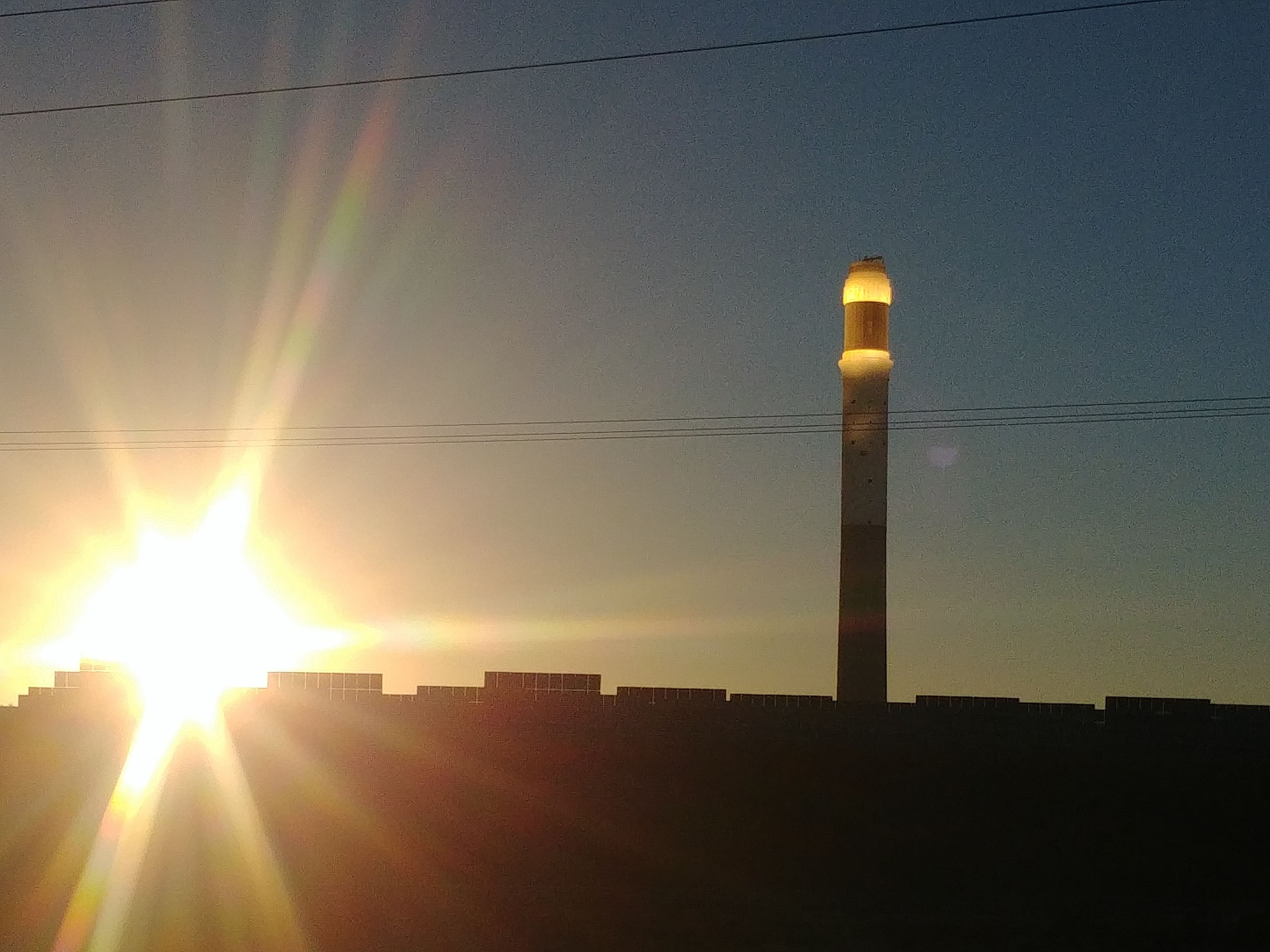
黃昏時的努爾三號

努爾三號為瓦爾扎扎特太陽能發電站的第三期，設計上與前兩期不相同。反射鏡會平放在十米高的支撐柱上，鏡子平台的大小與網球場相似，它反射太陽光至250米高的發電塔上。努爾三號發電量為150兆瓦，熔鹽罐儲存的能量足夠發電7小時 ，佔地550公頃（1,359英畝），每年能提供500吉瓦⋅時的電力。三號與二號一樣，採用乾式冷卻系統。2018年3月，工程展開，開始建造鏡子陣。努爾三號為世上第五個發電廠等級的聚光太陽能熱發電塔，儲存的能量則為第二多，排名在新月丘太陽能廠之後 。2018年9月，努爾三號的發電首次進入電網。同年12月，它進行了為期10日的性能測試，證明缺乏陽光下仍能持續提供穩定的電力。型號HE54的定日鏡有54塊反射鏡，總反射面積為178.5平方（1,921平方英尺），整個項目有7400塊同類型定日鏡。

## 努爾四號
努爾四號將是一個太陽能光電陣列發電廠，能生產72兆瓦的電力，項目總投資額為7億5千萬迪尔汗。

## 用水量
瓦爾扎扎特太陽能發電站預計一年耗水量為2.5至3百萬平方米，因發電站的反射鏡需以高壓水槍清洗。